# Robin Hübscher
Robin Hübscher (* 14. Juni 1995 in Ingelheim am Rhein) ist ein deutscher Handballspieler auf der Position Linksaußen, der seit 2021 beim Drittligisten HSG Bieberau/Modau unter Vertrag steht. 
Hübscher schloss sein Bachelorstudium der Getränketechnologie an der Technischen Hochschule Ostwestfalen-Lippe (TH OWL) im Jahr 2019 ab. Von 2019 bis 2022 studierte er im Master Getränketechnologie an der Justus-Liebig-Universität in Gießen.
Zunächst spielte er bei Handball Lemgo, ehe er in die Profimannschaft des TBV Lemgo wechselte.
Zur Saison 2019/20 schloss sich Hübscher dem TV 05/07 Hüttenberg an und spielte zwei Saisons für die Mittelhessen. Im Sommer 2021 wechselte er in die 3. Liga zur HSG Bieberau/Modau.